# Roberta Bondar
Roberta L. Bondar, född 4 december 1945 i Sault Ste. Marie i Ontario är en kanadensisk före detta astronaut. 1992 blev hon den första kanadensiska kvinnan i rymden, och samtidigt den första neurologen i rymden.

## Uppväxt och utbildning
Roberta Bondar gick upp till High school i sin födelsestad Sault Ste. Marie. Hon fick en mycket gedigen fortsatt utbildning: 1968 tog hon en Bachelor of Arts (motsvarande filosofie kandidat) i zoologi och lantbruksvetenskap vid University of Guelph, följd av en Master of Science i experimentell patologi vid University of Western Ontario 1971. Hon doktorerade i neurobiologi vid University of Toronto 1974 och i medicin vid McMaster University 1977. Bondar har vidare genomgått postdoktoral utbildning vid University of Western Ontario, Tuft's New England Medical Center i Boston och Toronto Western Hospital. Hon har dessutom dyk-, fallskärmshoppnings- och flygcertifikat.

## Yrkeskarriär
Roberta Bondars huvudsakliga arbete har varit som neurolog och neurologisk forskare. Bondar blev tillsammans med fem andra uttagen som kanadensisk astronaut i december 1983, och har deltagit i STS-42 22 till 30 januari 1992. Hon lämnade Canadian Space Agency den 4 september 1992.

## Eftermäle
Asteroiden 13693 Bondar är uppkallad efter henne.

## Rymdfärder
- STS-42